# Enrique Barón Crespo
Enrique Barón Crespo (Madrid, 1944) és un polític i professor universitari espanyol, que fou ministre de Transport, Turisme i Comunicacions en el primer govern presidit per Felipe González i posteriorment President del Parlament Europeu entre 1989 i 1992.

## Biografia
Va néixer el 27 de març de 1944 a la ciutat de Madrid. Va estudiar dret a la Universitat de Madrid, realitzant després estudis d'administració d'empreses a l'Institut Catòlic d'Administració i Direcció d'Empreses (ICADE) i per l'Escola Superior de Ciències Econòmiques i Empresarials de París. Així mateix ha estat professor d'estructura econòmica a la universitat de Madrid entre 1966 i 1970.

## Activitat política
Membre actiu del maig del 68, va pertànyer a Convergència Socialista de Madrid i va ser un dels líders de la Federació de Partits Socialistes al començament de la Transició espanyola. Va passar al Partit Socialista Obrer Espanyol (PSOE) després de la dissolució de Convergència Socialista a la primavera de 1977, any en el qual fou escollit diputat de la legislatura constituent per la província de Madrid, escó que repetí en les eleccions de 1979, 1982 i 1986. En el primer govern de Felipe González fou designat ministre de Transport, Turisme i Comunicacions, càrrec que ocupà fins al 1985.
Fou escollit eurodiputat al Parlament Europeu en les eleccions europees de 1986, sent nomenat Vicepresident del parlament. Després de les eleccions de 1989 fou escollit President del Parlament Europeu, acabant el seu mandat l'any 1992.

## Obres
La seva obra ha estat editada en espanyol, anglès, francès, italià i alemany.
- El final del campesinado (Editorial Zero, 1971).
- Europa 92: el rapto del futuro (Plaza & Janés, 1989).
- El proceso de la UE como desafío democrático (Hamar Urte, 1993)
- Europa en el alba del milenio (Editorial Acento, 1994).
- Europe: l'impossible statu quo, Club de Florencia, con Max Konsthamm, Renaud Dehousse, Emile Noël, Tommaso Padoa-Schioppa, (Il Mulino, 1996).
- En Europa cabemos todos, dir. Tomás Fernández y J.J. Laborda (Alianza, 2002).
- Europa, pasión y razón (Biblioteca Nueva, 2005).
- Constitucionalización del Poder Legislativo en la Unión Europea, (Thomson Civitas, 2006).
- El error del milenio (Seix Barral, 2007).
- Tratado de Lisboa y Carta de derechos fundamentales (Euroeditions, 2010).
- Las Américas Insurgentes (CEXECI, 2011).
- ¿Más Europa? ¡Unida! (RBA, 2012).
- La era del federalismo (RBA, 2014).